# Sagredo
I Sagredo furono una famiglia patrizia veneziana, annoverata fra le cosiddette Case Nuove. Nella seconda metà del secolo XVII diedero alla Repubblica un doge, Nicolò Sagredo.

## Storia
Secondo la leggenda, i Sagredo erano originari dell'antica Roma e passarono più tardi in Dalmazia dove furono coinvolti nell'amministrazione locale. Il cognome deriverebbe secretum, dai segreti che condividevano con gli imperatori riguardo al governo della regione. Nell'840 avrebbero lasciato Sebenico per raggiungere Venezia, venendo aggregati al Maggior Consiglio nel 1110.
Leggende a parte, le prime attestazioni della casata compaiono negli atti pubblici attorno all'anno Mille e negli atti privati nel 1012, con il nome di Secreti e Segredi.
Furono tra le famiglie aristocratiche più influenti, ricche e potenti di Venezia pressoché per tutta la durata della Serenissima Repubblica, raggiungendo l'apice della propria potenza nel corso del secolo XVII. Diede i natali non solo al suddetto doge ma anche a comandanti militari, uomini politici ed ecclesiastici (tra questi, un patriarca di Venezia).
Dopo la caduta della Serenissima, il governo imperiale di Vienna confermò la nobiltà ai vari rami di questo casato con le Sovrani Risoluzioni datate 1º dicembre e 18 dicembre 1817, 2 dicembre 1819 e 10 novembre 1820. Giovanni Gerardo di Francesco Sagredo, inoltre, ottenne per sé e per la propria discendenza il titolo di conte dell'Impero d'Austria.

### Sagredo di Santa Ternita
Nella metà del Seicento re Luigi XIV concesse alla famiglia di apporre sullo stemma i tre gigli di Francia, per i meriti di Giovanni di Agostino, ambasciatore in oltralpe.
|                                             |                                             |                                               |                              |          |
|                                             | Pietro                                      |                                               |                              |          |
|                                             |                                             |                                               |                              |          |
|                                             |                                             |                                               |                              |          |
|                                             | Giovanni ? - 1615 sp. Marina Dolfin         |                                               |                              |          |
|                                             |                                             |                                               |                              |          |
|                                             |                                             |                                               |                              |          |
| Pietro 1584 - 1653 sp. Barbara Zorzi (1606) | Pietro 1584 - 1653 sp. Barbara Zorzi (1606) | Agostino sp. Maria Malipiero                  | Agostino sp. Maria Malipiero |          |
|                                             |                                             |                                               |                              |          |
|                                             |                                             |                                               |                              |          |
|                                             |                                             | Giovanni 1616 - 1682 sp. Lisetta Longo (1637) |                              |          |
|                                             |                                             |                                               |                              |          |
|                                             |                                             |                                               |                              |          |
|                                             | Pietro ? - 1696 primicerio di San Marco     | Pietro ? - 1696 primicerio di San Marco       | Agostino                     | Agostino |

|                                |                                |                                 |                                 |                                    |                                                             |                                              |                                |                                 |                                 |                             |                             |
|                                |                                |                                 |                                 |                                    |                                                             | Francesco                                    |                                |                                 |                                 |                             |                             |
|                                |                                |                                 |                                 |                                    |                                                             |                                              |                                |                                 |                                 |                             |                             |
|                                |                                |                                 |                                 |                                    |                                                             |                                              |                                |                                 |                                 |                             |                             |
|                                |                                |                                 |                                 |                                    |                                                             | Giovanni 1677 - ?                            |                                |                                 |                                 |                             |                             |
|                                |                                |                                 |                                 |                                    |                                                             |                                              |                                |                                 |                                 |                             |                             |
|                                |                                |                                 |                                 |                                    |                                                             |                                              |                                |                                 |                                 |                             |                             |
|                                |                                |                                 |                                 |                                    | Francesco 1705 - dopo 1782 sp. Camilla Bembo                | Francesco 1705 - dopo 1782 sp. Camilla Bembo | Agostino 1706 -                | Agostino 1706 -                 |                                 |                             |                             |
|                                |                                |                                 |                                 |                                    |                                                             |                                              |                                |                                 |                                 |                             |                             |
|                                |                                |                                 |                                 |                                    |                                                             |                                              |                                |                                 |                                 |                             |                             |
|                                |                                |                                 |                                 |                                    | Giovanni Gerardo 1740 - 1822 sp. Eleonora Elisabetta Renier |                                              |                                |                                 |                                 |                             |                             |
|                                |                                |                                 |                                 |                                    |                                                             |                                              |                                |                                 |                                 |                             |                             |
|                                |                                |                                 |                                 |                                    |                                                             |                                              |                                |                                 |                                 |                             |                             |
| Gerardo Francesco Maria 1785 - | Gerardo Francesco Maria 1785 - | Francesco Alvise Gerardo 1790 - | Francesco Alvise Gerardo 1790 - | Agostino Gasparo Maria 1798 - 1871 | Agostino Gasparo Maria 1798 - 1871                          | Pietro Gerardo Bernardo 1802 -               | Pietro Gerardo Bernardo 1802 - | Caterina sp. Ippolito Maleguzzi | Caterina sp. Ippolito Maleguzzi | Camilla sp. Francesco Raspi | Camilla sp. Francesco Raspi |

### Sagredo di Santa Sofia

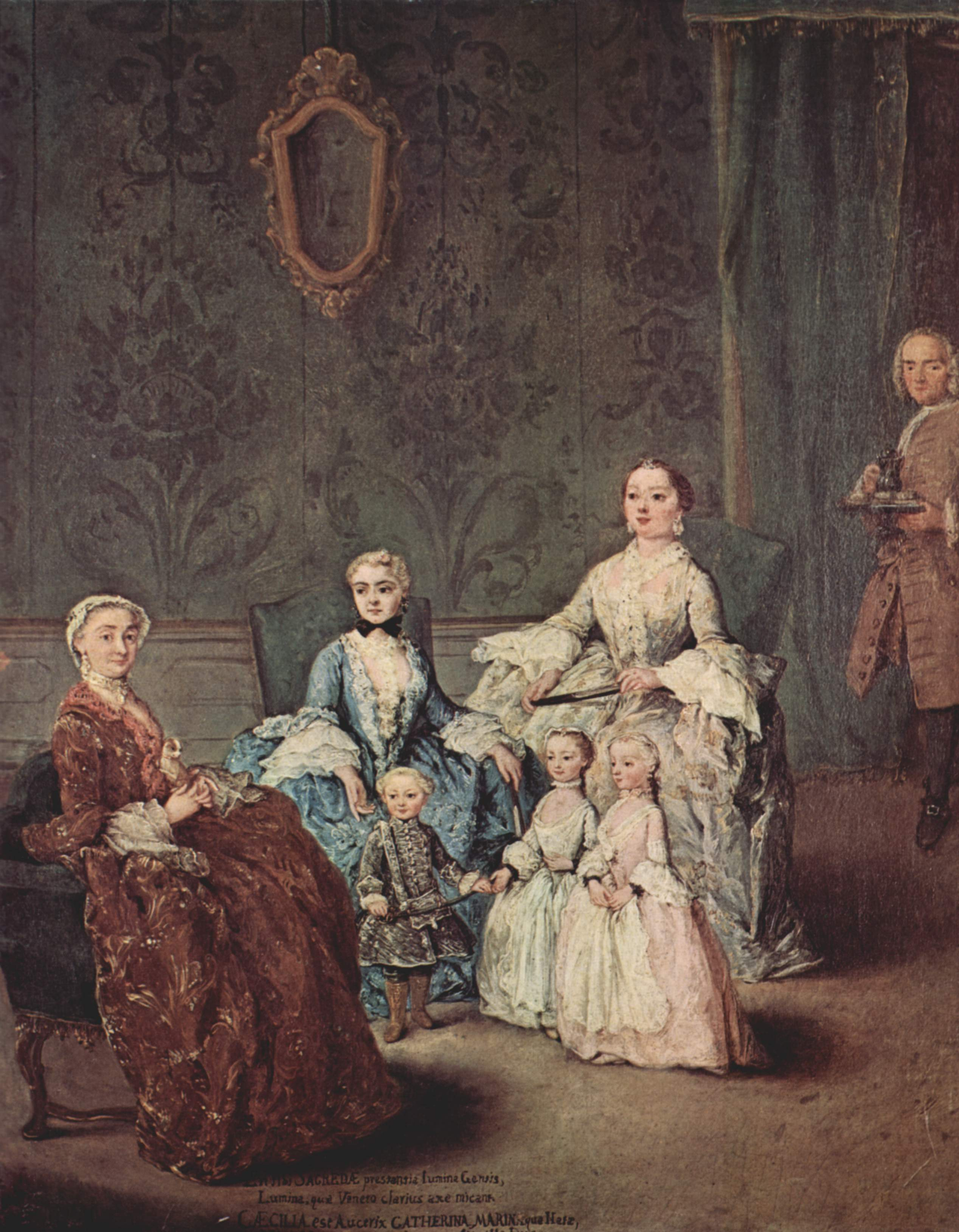
Le ultime esponenti dei Sagredo di Santa Sofia ritratte da Pietro Longhi: Cecilia Grimani Calergi, vedova di Gerardo Sagredo, la figlia Marina con il nipote Almorò Pisani, la figlia Caterina con le nipoti Cecilia e Contarina Barbarigo.

È la linea che discende da Bernardo di Giovan Francesco, anche se il primo a trasferirsi nel palazzo di Santa Sofia fu Nicolò di Zaccaria - l'unico doge che diede la casata. Precedentemente abitavano a palazzo Trevisan Cappello, luogo in cui Galileo Galilei ambientò il Dialogo sopra i due massimi sistemi del mondo, ponendo Giovan Francesco di Nicolò tra gli interlocutori.
I Sagredo di Santa Sofia si estinsero nel 1738, con la morte senza eredi maschi di Gerardo di Stefano. 
All'epoca, i beni di famiglia erano organizzati in due fidecommessi. Il primo, istituito dal patriarca Alvise di Zaccaria, fu ceduto al Senato con un accordo sottoscritto dalla vedova Cecilia Grimani Calergi e dalle figlie Caterina e Marina. L'altro, istituito dallo stesso Gerardo, era destinato ai soli nipoti maschi, ma morirono tutti prematuramente; fu quindi ereditato da un lontano parente, Francesco Sagredo del ramo "di Santa Ternita"
|                      |                      |                    |                |                                           |                                           |                             |                                                                                  |                                                                                         |                                                                                         |                                                    |                                                    |                                       |                                         |                                         |                                         |                                         |
|                      |                      |                    |                |                                           |                                           |                             | Bernardo 1505 - 1604 sp. Cecilia Venier (1533 - 1538) sp. Camilla Michiel (1544) |                                                                                         |                                                                                         |                                                    |                                                    |                                       |                                         |                                         |                                         |                                         |
|                      |                      |                    |                |                                           |                                           |                             |                                                                                  |                                                                                         |                                                                                         |                                                    |                                                    |                                       |                                         |                                         |                                         |                                         |
|                      |                      |                    |                |                                           |                                           |                             |                                                                                  |                                                                                         |                                                                                         |                                                    |                                                    |                                       |                                         |                                         |                                         |                                         |
|                      |                      |                    |                | Nicolò P. 1548 - 1615 sp. Cecilia Tiepolo | Nicolò P. 1548 - 1615 sp. Cecilia Tiepolo | Elisabetta                  | Elisabetta                                                                       | Giovanni                                                                                | Giovanni                                                                                | Giustina                                           | Giustina                                           |                                       |                                         |                                         |                                         |                                         |
|                      |                      |                    |                |                                           |                                           |                             |                                                                                  |                                                                                         |                                                                                         |                                                    |                                                    |                                       |                                         |                                         |                                         |                                         |
|                      |                      |                    |                |                                           |                                           |                             |                                                                                  |                                                                                         |                                                                                         |                                                    |                                                    |                                       |                                         |                                         |                                         |                                         |
| Bernardo 1566 - 1603 | Bernardo 1566 - 1603 | Paolo ? - 1611     | Paolo ? - 1611 | Stefano                                   | Stefano                                   | Giovan Francesco 1571- 1620 | Giovan Francesco 1571- 1620                                                      | Zaccaria 1572 - 1647 sp. Paola Foscari                                                  | Zaccaria 1572 - 1647 sp. Paola Foscari                                                  |                                                    |                                                    |                                       |                                         |                                         |                                         |                                         |
|                      |                      |                    |                |                                           |                                           |                             |                                                                                  |                                                                                         |                                                                                         |                                                    |                                                    |                                       |                                         |                                         |                                         |                                         |
|                      |                      |                    |                |                                           |                                           |                             |                                                                                  |                                                                                         |                                                                                         |                                                    |                                                    |                                       |                                         |                                         |                                         |                                         |
|                      | Nicolò 1606 - 1676   | Nicolò 1606 - 1676 | Paulo          | Paulo                                     | Giovan Francesco                          | Giovan Francesco            | Bernardo                                                                         | Bernardo                                                                                | Stefano 1626 - 1685 sp. Vienna Foscarini                                                | Stefano 1626 - 1685 sp. Vienna Foscarini           | Marco 1615 - 1686                                  | Marco 1615 - 1686                     | Alvise 1616 - 1688 patriarca di Venezia | Alvise 1616 - 1688 patriarca di Venezia | Gerardo 1621 - 1671 sp. Contarina Lando | Gerardo 1621 - 1671 sp. Contarina Lando |
|                      |                      |                    |                |                                           |                                           |                             |                                                                                  |                                                                                         |                                                                                         |                                                    |                                                    |                                       |                                         |                                         |                                         |                                         |
|                      |                      |                    |                |                                           |                                           |                             |                                                                                  |                                                                                         |                                                                                         |                                                    |                                                    |                                       |                                         |                                         |                                         |                                         |
|                      |                      |                    |                |                                           | Zaccaria 1653 - 1729                      | Zaccaria 1653 - 1729        | Alvise 1655 - ?                                                                  | Alvise 1655 - ?                                                                         | Nicolò P. 1658 - 1720 sp. Caterina Venier                                               | Nicolò P. 1658 - 1720 sp. Caterina Venier          | Paulina monaca in Santa Lucia                      | Paulina monaca in Santa Lucia         | Cecilia sp. Gian Domenico Tiepolo       | Cecilia sp. Gian Domenico Tiepolo       |                                         |                                         |
|                      |                      |                    |                |                                           |                                           |                             |                                                                                  |                                                                                         |                                                                                         |                                                    |                                                    |                                       |                                         |                                         |                                         |                                         |
|                      |                      |                    |                |                                           |                                           |                             |                                                                                  |                                                                                         |                                                                                         |                                                    |                                                    |                                       |                                         |                                         |                                         |                                         |
|                      |                      |                    |                |                                           |                                           |                             | Stefano                                                                          | Stefano                                                                                 | Gerardo 1692 - 1738 sp. Cecilia Grimani Calergi                                         | Gerardo 1692 - 1738 sp. Cecilia Grimani Calergi    | Vienna sp. Francesco Giustinian Lolin              | Vienna sp. Francesco Giustinian Lolin |                                         |                                         |                                         |                                         |
|                      |                      |                    |                |                                           |                                           |                             |                                                                                  |                                                                                         |                                                                                         |                                                    |                                                    |                                       |                                         |                                         |                                         |                                         |
|                      |                      |                    |                |                                           |                                           |                             |                                                                                  |                                                                                         |                                                                                         |                                                    |                                                    |                                       |                                         |                                         |                                         |                                         |
|                      |                      |                    |                |                                           |                                           |                             |                                                                                  | Caterina 1715 - 1772 sp. Antonio Pesaro (1732 - ?) sp. Gregorio Barbarigo (1739 - 1766) | Caterina 1715 - 1772 sp. Antonio Pesaro (1732 - ?) sp. Gregorio Barbarigo (1739 - 1766) | Marina 1723 - 1774 sp. Almorò Alvise Pisani (1741) | Marina 1723 - 1774 sp. Almorò Alvise Pisani (1741) |                                       |                                         |                                         |                                         |                                         |

## Membri illustri
- Gianfrancesco Sagredo (1571 - 1620) filosofo con il quale Galileo Galilei intrattenne una ricca corrispondenza tra il 1599 e il 1619. Gianfrancesco Sagredo fu anche, uno dei tre protagonisti del Dialogo sopra i due massimi sistemi del mondo.
- Nicolò Sagredo (1606 - 1676), doge veneziano, figlio di Zaccaria e di Paola Foscarini.
- Giovanni Sagredo (1616 - 1691), ambasciatore veneziano.
- Zaccaria Sagredo (Venezia, 1653 - 1729), figlio di Stefano e Vienna Foscarini, uno dei più importanti collezionisti veneziani del Settecento.
- Alvise Sagredo (1617 - 1688), ecclesiastico, fu patriarca di Venezia dal 1678 alla sua morte.
- Cecilia Sagredo, clavicembalista, nata il 28 marzo 1711 moglie nel 1737 di Giorgio Baffo figlio di Andrea Baffo e Chiara Querini. Cecilia Sagredo nel 1771 incontrò Wolfgang Amadeus Mozart come si evince dalla lettera in cui Mozart parla di lei al padre Leopold.
- Gerardo Sagredo (morto nel 1738) marito Cecilia Grimani e padre di: Caterina moglie di Gregorio Barbarigo (1709-1766) e di Marina che sposò nel 1741 Andrea Pisani. A questi personaggi è dedicata la famosa opera di Pietro Longhi "La famiglia Sagredo". Marina Sagredo fu donna famosa per la libertà e l'indipendenza di atteggiamenti. A lei Carlo Goldoni nel 1754 dedicò la commedia “La Dama Prudente” e per lei Pietro Longhi nel 1774 dipinse L'elefante, registrando l'esposizione dell'esotico pachiderma durante il carnevale, secondo la prassi documentaristica inaugurata venti anni prima con le immagini del Rinoceronte. Pietro Longhi raffigurò nella "Lezione di geografia", dipinto dei Musei civici di Padova, anche le figlie di Caterina Sagredo e di Gregorio Barbarigo (1709-1766) Cecilia e Contarina Barbarigo la focosa amante di Andrea Memmo.
- Francesco Sagredo (1705 - 1782); marito di Camilla Bembo fu padre di: Giovanni Gerardo Sagredo (1740-1822), Elena moglie di Pattaro Buzzacarini, Chiara moglie di Lodovico Malaguzzi Valeri discendente di Ludovico Ariosto, Agostino Gerardo e Pietro. Fra i discendenti diretti di Elena Sagredo si ricordano Novello Papafava, Enoch Peserico, Margherita Peserico moglie di Angelo Granetto, Barbara Jacopetti moglie di Niccolò Valmarana, figlio di Ludovico, proprietario di Villa Almerico Capra detta la Rotonda.
- Nicolò Angelo Sagredo (1728 - 1804), ecclesiastico, fu arcivescovo di Udine dal 1788 al 1792 e vescovo di Torcello, con titolo personale di arcivescovo, dal 1792 alla sua morte.
- Giovanni Gerardo Sagredo (1740 - 1822) figlio di Francesco, Senatore ed Inquisitore di Stato sposò Eleonora Elisabetta Renier figlia di Alvise e di Caterina Berlendis, prima protettrice di Antonio Canova. Alvise Renier era fratello di Federico Renier che sposò nel 1627 Elena Mocenigo figlia di Alvise Mocenigo. Giovanni Gerardo fu padre di: Agostino Sagredo e Caterina, moglie del conte Ippolito Malaguzzi Valeri di Reggio Emilia e madre di Eleonora, che sposò Giuseppe Manodori, patrizio di Reggio. Da questo ramo discende Alberto Manodori, docente di storia della fotografia all'Università di Roma Tor Vergata.
- Agostino Sagredo (1798 - 1871), politico italiano. Secondo una tradizione oggi ritenuta priva di fondamento, sarebbe appartenuto a questa famiglia san Gerardo di Csanád (morto nel 1046), vescovo evangelizzatore dell'Ungheria.

Carlo Goldoni dedicò Marina Sagredo Pisani la commedia La  dama prudente.

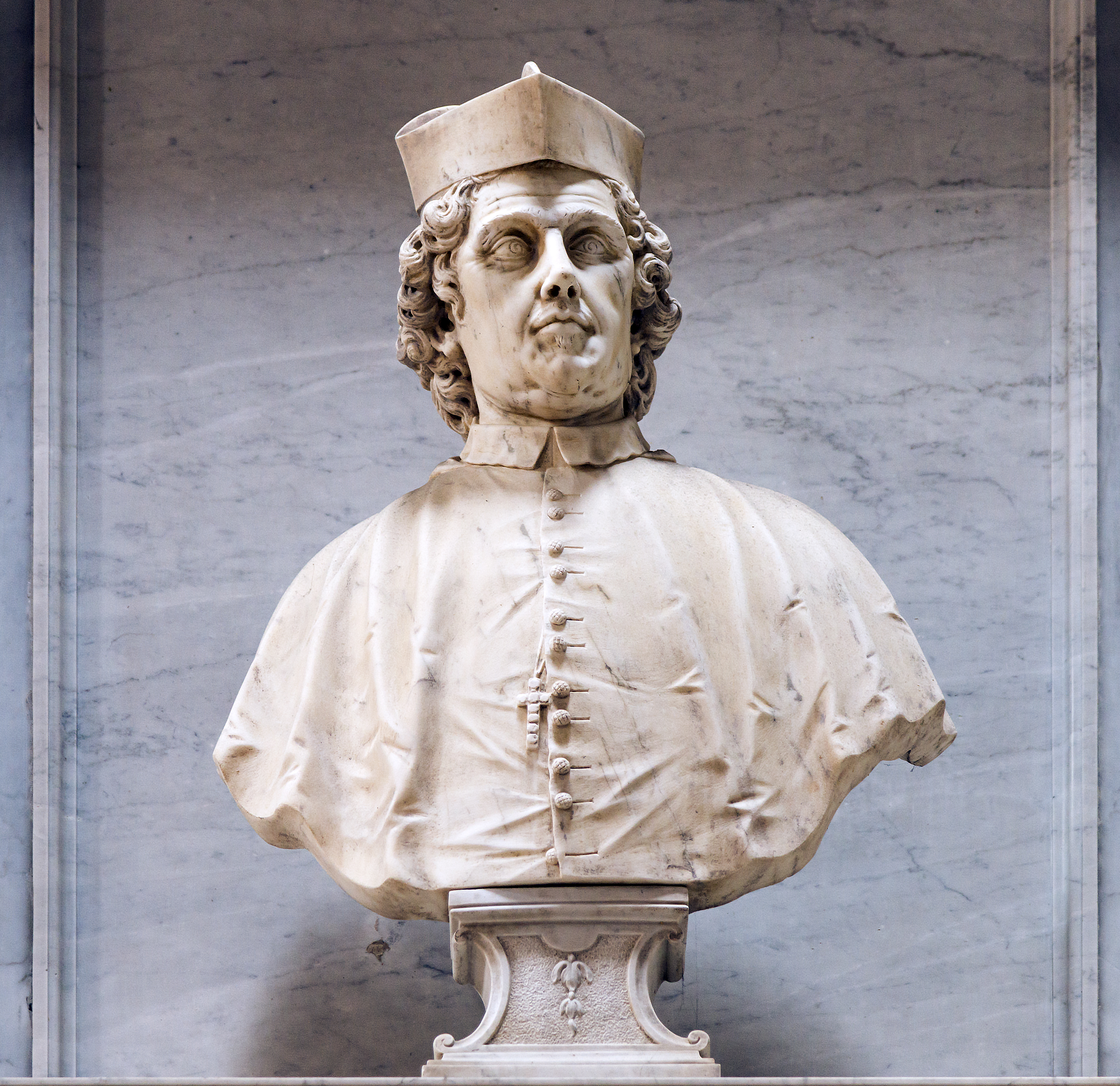
Alvise Sagredo Chiesa di San Francesco della Vigna
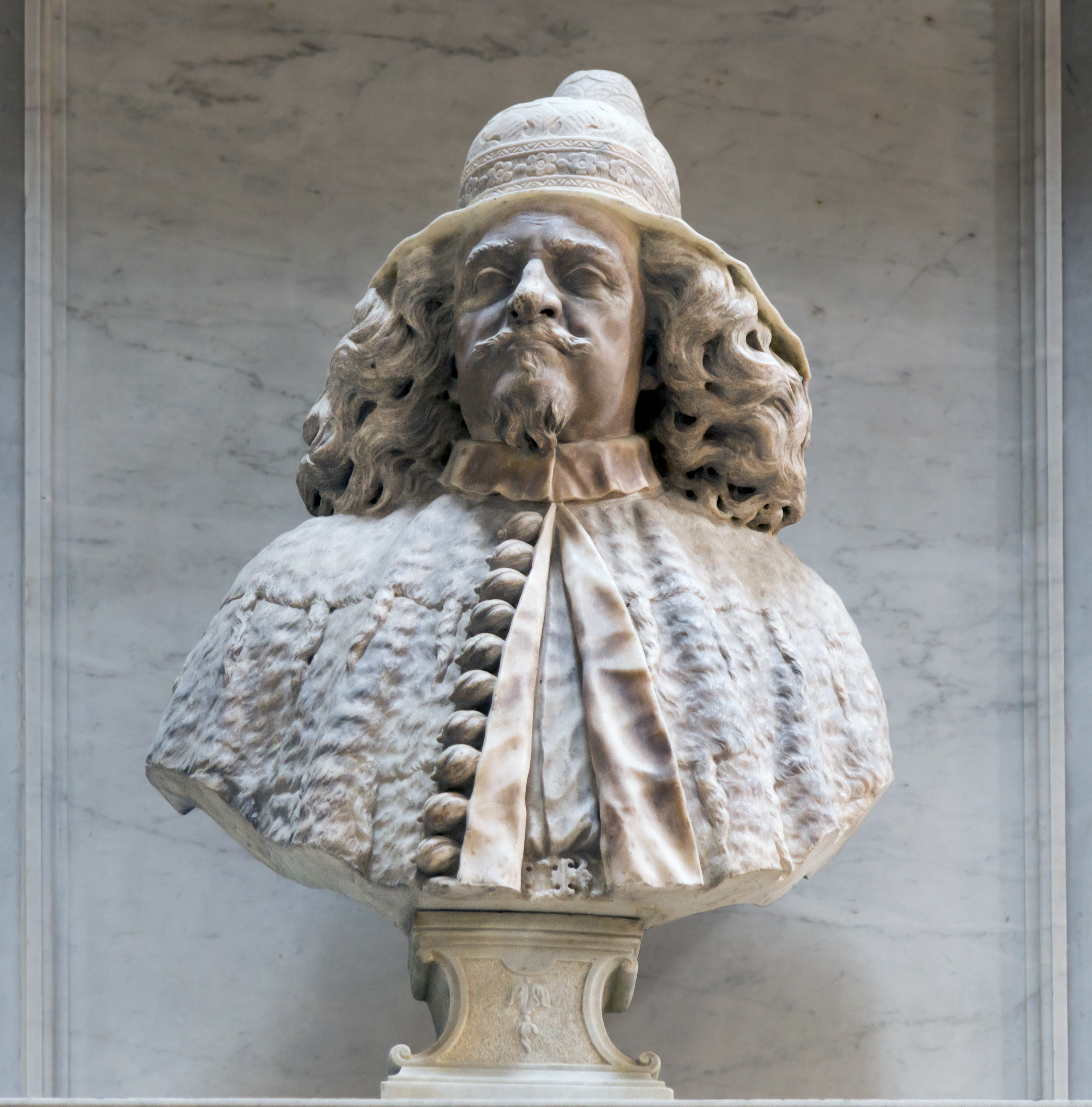
Nicolò Sagredo Chiesa di San Francesco della Vigna

## Luoghi e architetture
Palazzi
- Ca' Sagredo, a Cannaregio;
- Palazzo Sagredo, a Castello;
- Palazzo Sagredo, a Santa Croce;

Ville
- Ca' Sagredo, a Conselve;
- Villa Sagredo, a Vigonovo;
- Villa Sagredo, alla Favorita.

Chiese
- Cappella Sagredo, nella chiesa di San Francesco della Vigna, a Castello;